# K-line
K-line (kill line) (pot. klin) – linia w pliku konfiguracyjnym serwera IRC, blokująca dostęp do usługi dla wybranych hostów.
Linię dodaje się w poniższym formacie:
```
K:hostmask:time:username
```

## Przyczyny nakładania K-line
Zasady nakładania K-line na określonych użytkowników są różne w różnych sieciach IRC. Najczęściej są to:
Nieodpowiednie zachowanietakie jak na przykład floodowanie na wielu kanałach, napastowanie innych użytkowników na prywatnym czacie, itp., które nie może być kontrolowane przez operatora kanału.
Zawirusowanie klientaniektóre odmiany IRCd mogą być skonfigurowane tak, aby skanowały klienty IRC na obecność wirusów czy innych luk bezpieczeństwa. Przestarzałe czy niebezpieczne oprogramowanie może być blokowane, aby zabezpieczyć innych użytkowników przed szkodami. Większość sieci zakłada też K-line na użytkowników używających open proxy.
Lokalizacja geograficznasieci IRC, które mają wiele serwerów w różnych lokalizacjach próbują zmniejszyć dystans między klientem a serwerem. Zwykle odbywa się to poprzez banowanie użytkowników łączących się z odległych krańców Ziemi, w stosunku do położenia serwera.